# Tanikawa Tetsuzō

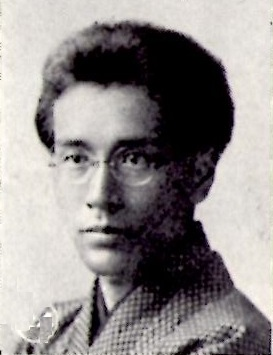
Tanikawa Tetsuzō

Tanikawa Tetsuzō (jap. 谷川 徹三; * 26. Mai 1895; † 27. September 1989) war ein japanischer Philosoph.
Tanikawa unterrichtete an der Hōsei-Universität, deren Präsident er von 1963 bis 1965 war. Er veröffentlichte mehrere philosophische Schriften, darunter Kanshō to hasei („Sentimentalität und Reflexion“, 1925), Naibu to gaibu („Das Innere und das Äußere“, 1933), Seikatsu, tetsugaku, geijutsu („Leben, Philosophie, Kunst“, 1930) und Shisō enkin („Ferne und nahe Gedanken“, 1933). 1987 wurde er als Person mit besonderen kulturellen Verdiensten ausgezeichnet.